# Scirpus polystachyus
Scirpus polystachyus är en halvgräsart som beskrevs av Ferdinand von Mueller. Scirpus polystachyus ingår i släktet skogssävssläktet, och familjen halvgräs. Inga underarter finns listade i Catalogue of Life.